# La Vieille-Lyre
La Vieille-Lyre est une commune nouvelle située dans le département de l'Eure, en région Normandie.
Elle est constituée en 2019 par la fusion de l'ancienne commune de La Vieille-Lyre et de celle de Champignolles.

## Géographie

### Description

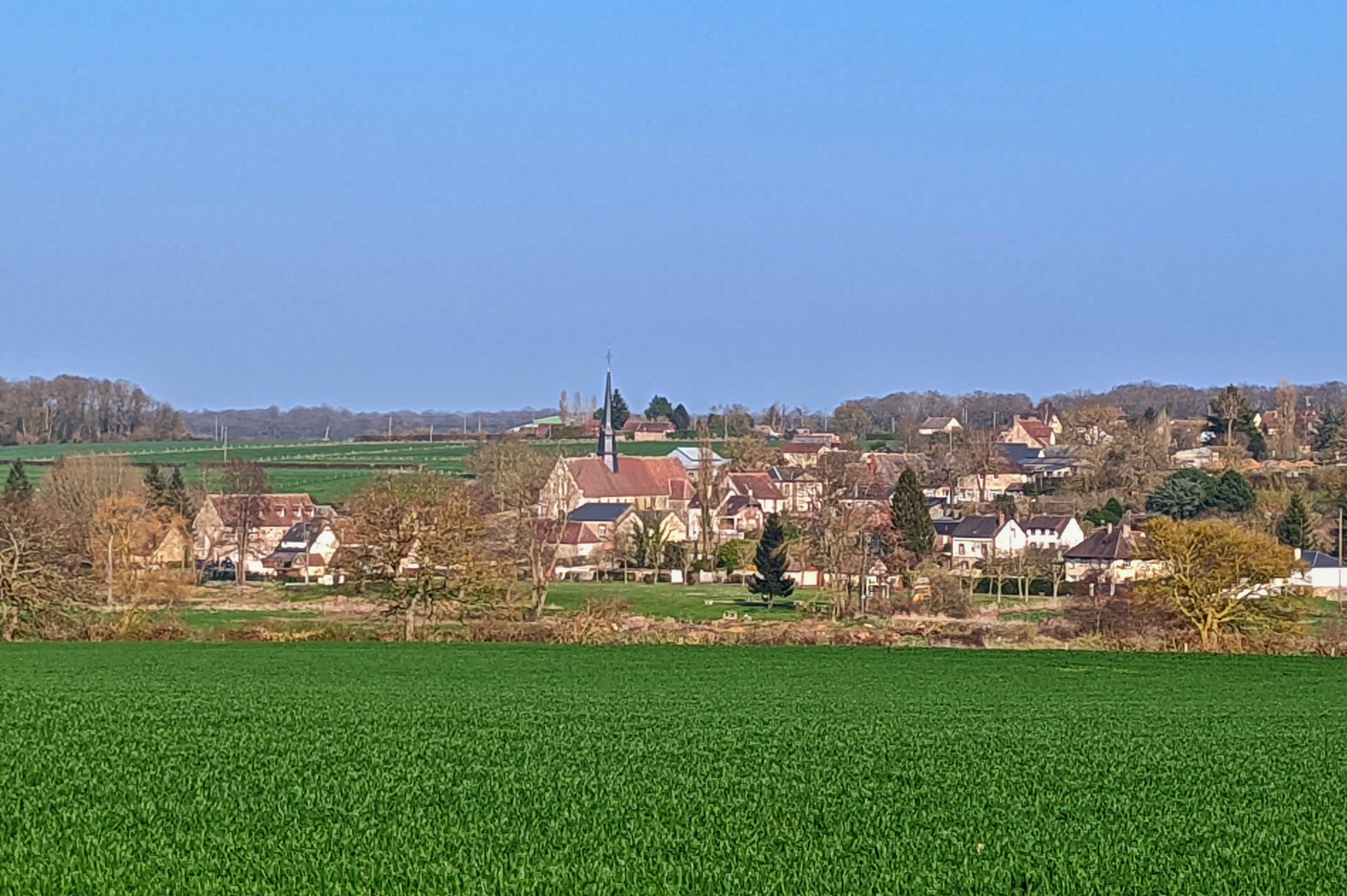
Vue du village de La Vieille-Lyre.

La Vieille-Lyre, qui a intégré, en 2019, Champignolles, est une commune rurale située dans le sud-est du département de l'Eure au sein de la région naturelle du pays d'Ouche.
Le sentier de grande randonnée GR 224 passe dans la commune, le long de la Risle.
La commune fait partie du bassin de vie de l'Aigle et de la zone d’emploi d'Évreux.

### Communes limitrophes
Les communes limitrophes sont Mesnil-en-Ouche, La Ferrière-sur-Risle, Le Fidelaire, La Neuve-Lyre, Les Baux-de-Breteuil, Neaufles-Auvergny, Bois-Normand-près-Lyre et Bois-Anzeray.

### Hydrographie
La commune est située dans le bassin Seine-Normandie. Elle est drainée par la Risle, le Vernet, le fossé 01 de la commune de Bois-Anzeray, le fossé 02 de la commune de Bois-Anzeray et le fossé 03 de la commune de la Vieille-Lyre,,.
La Risle, d'une longueur de 145 km, prend sa source dans la commune de Planches et se jette  dans la Seine à Berville-sur-Mer, après avoir traversé 52 communes. La rivière est un site apprécié des pêcheurs.

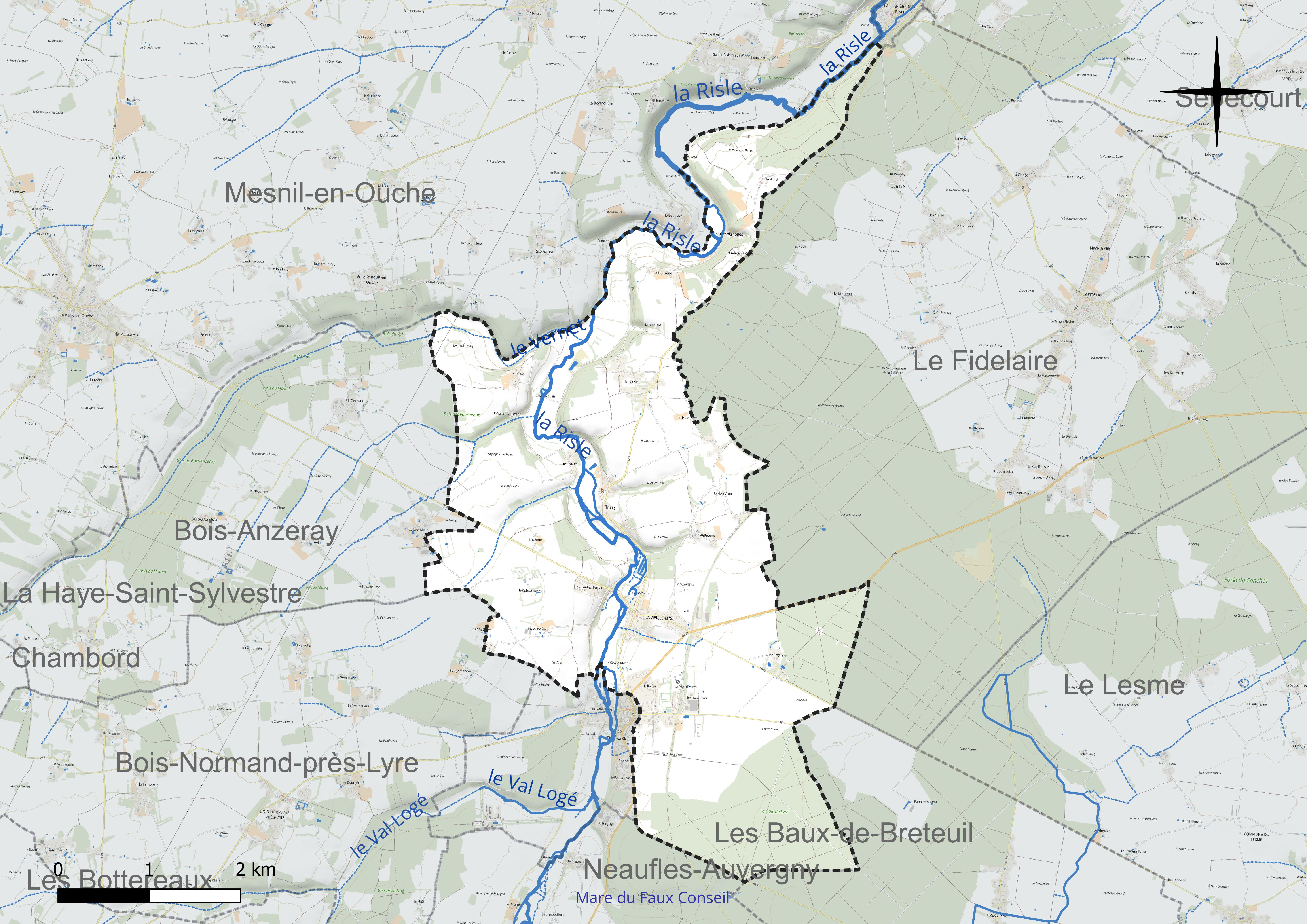
Réseau hydrographique de la La Vieille-Lyre.

Le Vernet, d'une longueur de 27 km, prend sa source dans la commune de La Ferté-en-Ouche et se jette  dans la Risle sur la commune, après avoir traversé huit communes.

### Climat
Le climat qui caractérise la commune est qualifié, en 2010, de « climat océanique dégradé des plaines du Centre et du Nord », selon la typologie des climats de la France qui compte alors huit grands types de climats en métropole. En 2020, la commune ressort du type « climat océanique altéré » dans la classification établie par Météo-France, qui ne compte désormais, en première approche, que cinq grands types de climats en métropole. Il s’agit d’une zone de transition entre le climat océanique, le climat de montagne et le climat semi-continental. Les écarts de température entre hiver et été augmentent avec l'éloignement de la mer. La pluviométrie est plus faible qu'en bord de mer, sauf aux abords des reliefs.
Les paramètres climatiques qui ont permis d’établir la typologie de 2010 comportent six variables pour les températures et huit pour les précipitations, dont les valeurs correspondent à la normale 1971-2000. Les sept principales variables caractérisant la commune sont présentées dans l'encadré ci-après.
| Paramètres climatiques communaux sur la période 1971-2000 - Moyenne annuelle de température : 10 °C - Nombre de jours avec une température inférieure à −5 °C : 3,5 j - Nombre de jours avec une température supérieure à 30 °C : 2 j - Amplitude thermique annuelle : 13,6 °C - Cumuls annuels de précipitation : 737 mm - Nombre de jours de précipitation en janvier : 12,1 j - Nombre de jours de précipitation en juillet : 8,5 j |

Avec le changement climatique, ces variables ont évolué. Une étude réalisée en 2014 par la Direction générale de l'Énergie et du Climat complétée par des études régionales prévoit en effet que la température moyenne devrait croître et la pluviométrie moyenne baisser, avec toutefois de fortes variations régionales. Ces changements peuvent être constatés sur la station météorologique de Météo-France la plus proche, « Les Bottereaux », sur la commune des Bottereaux, mise en service en 1978 et qui se trouve à 8 km à vol d'oiseau,, où la température moyenne annuelle est de 10,3 °C et la hauteur de précipitations de 731,3 mm pour la période 1981-2010.
Sur la station météorologique historique la plus proche, « Évreux-Huest », sur la commune de Huest, mise en service en 1968 et à 36 km, la température moyenne annuelle évolue de 10,3 °C pour la période 1971-2000 à 10,8 °C pour 1981-2010, puis à 11,2 °C pour 1991-2020.
| Mois                                  | jan.          | fév.           | mars          | avril         | mai           | juin          | jui.          | août          | sep.          | oct.          | nov.          | déc.           | année         |
| ------------------------------------- | ------------- | -------------- | ------------- | ------------- | ------------- | ------------- | ------------- | ------------- | ------------- | ------------- | ------------- | -------------- | ------------- |
| Température minimale moyenne (°C)     | 0,5           | 0,1            | 2             | 3,1           | 6,6           | 9,4           | 11,4          | 11,1          | 8,6           | 6,4           | 3,1           | 1              | 5,3           |
| Température moyenne (°C)              | 3,5           | 3,8            | 6,7           | 8,9           | 12,6          | 15,7          | 18            | 17,8          | 14,7          | 11            | 6,6           | 3,9            | 10,3          |
| Température maximale moyenne (°C)     | 6,6           | 7,6            | 11,5          | 14,7          | 18,6          | 22            | 24,6          | 24,6          | 20,8          | 15,5          | 10,1          | 6,9            | 15,3          |
| Record de froid (°C) date du record   | −18 18.01.85  | −17,5 11.02.12 | −12 01.03.05  | −5,5 08.04.03 | −3 04.05.16   | −2,2 05.06.91 | 3,5 04.07.84  | 2,4 25.08.80  | −0,5 25.09.03 | −6,5 30.10.97 | −9,7 26.11.89 | −12,4 29.12.96 | −18 18.01.85  |
| Record de chaleur (°C) date du record | 15,4 27.01.03 | 18,5 20.02.98  | 23,5 30.03.17 | 29 20.04.18   | 31,3 25.05.10 | 37,5 21.06.17 | 39,5 01.07.15 | 41,2 06.08.03 | 34 13.09.16   | 29 01.10.11   | 21 01.11.14   | 17 06.12.79    | 41,2 06.08.03 |
| Précipitations (mm)                   | 68,4          | 54,3           | 58,4          | 51,8          | 63,3          | 55,9          | 60,2          | 45,5          | 56,8          | 72,8          | 66            | 77,9           | 731,3         |

### Milieux naturels et biodiversité
- Création en 2021 d'un poulailler pédagogique à proximité de l'école des Tourterelles[23].
- Installation en 2022 d'un hôtel à insectes et oiseaux[24].

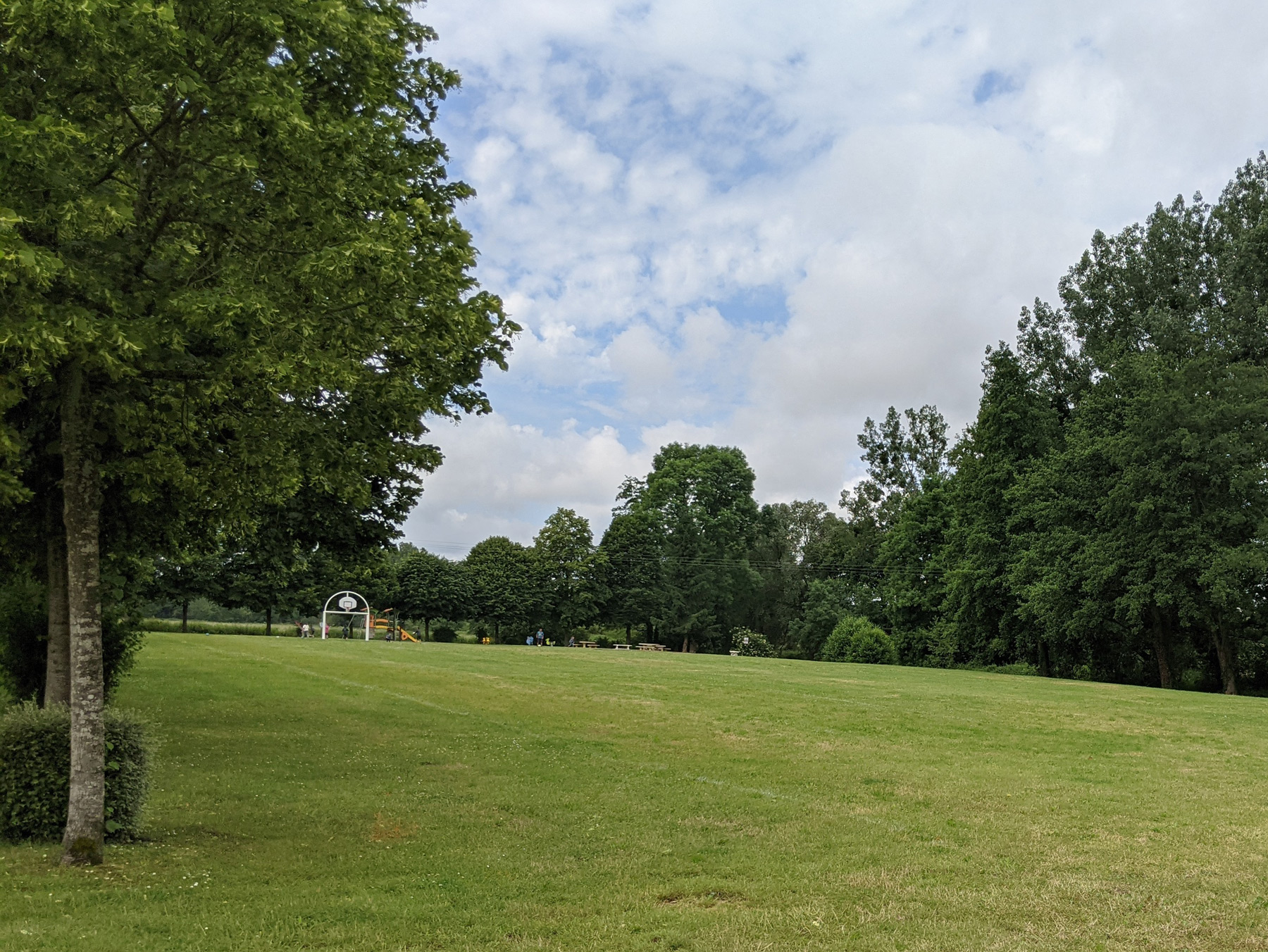
Parc de loisirs.
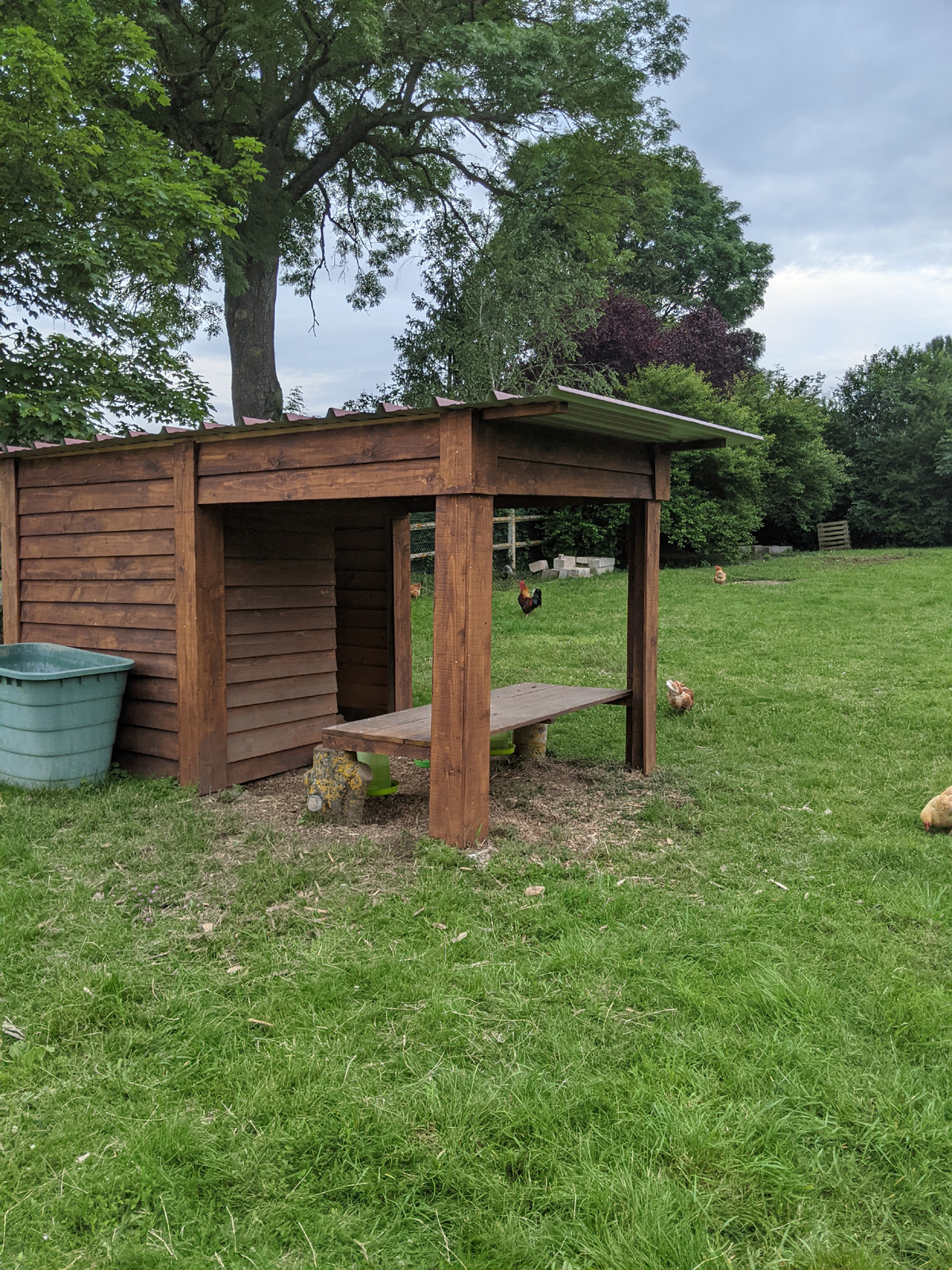
Poulailler pédagogique.
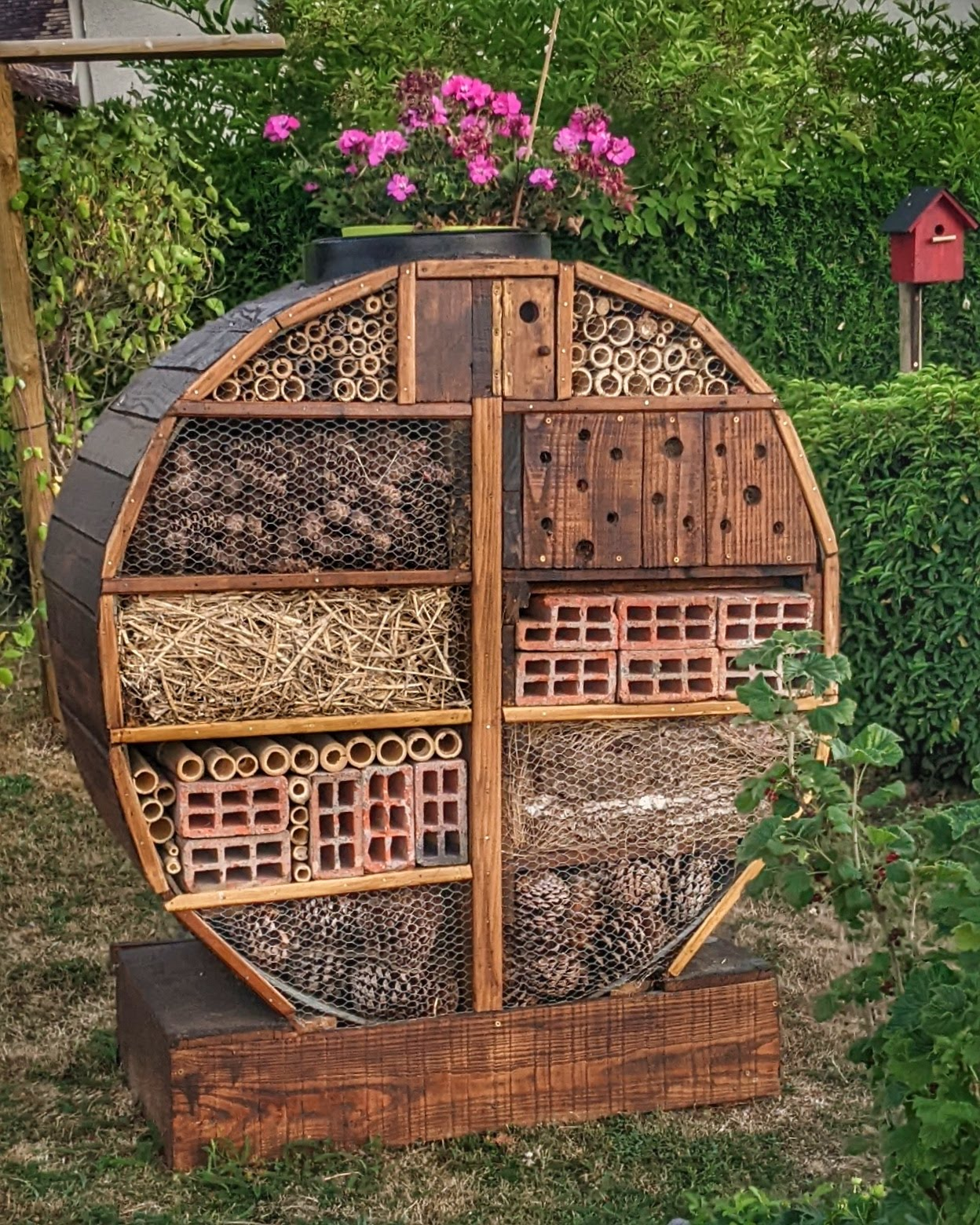
Hôtel à insectes.

## Urbanisme

### Typologie
Au 1er janvier 2024, La Vieille-Lyre est catégorisée commune rurale à habitat dispersé, selon la nouvelle grille communale de densité à 7 niveaux définie par l'Insee en 2022.
Elle est située hors unité urbaine et hors attraction des villes,.

### Lieux-dits, hameaux et écarts
Le village en lui-même est petit mais de nombreux hameaux (le Mesnil, Trisay, le Haut Bréau, la Seigleterie, la Mare Plate, la Brumanière, le Chalet…) et des écarts (la Mare Thierry, la Ronce) complètent la population.

### Habitat
| Logements de la commune nouvelle de La Vieille Lyre | 1968 | 1975 | 1982 | 1990 | 1999 | 2008 | 2013 | 2018 |
| --------------------------------------------------- | ---- | ---- | ---- | ---- | ---- | ---- | ---- | ---- |
| Ensemble                                            | 242  | 298  | 337  | 358  | 360  | 393  | 426  | 421  |
| Résidences principales                              | 170  | 193  | 210  | 224  | 250  | 275  | 300  | 302  |
| Résidences secondaires et logements occasionnels    | 69   | 100  | 104  | 110  | 92   | 89   | 97   | 75   |
| Logements vacants                                   | 3    | 5    | 23   | 24   | 18   | 28   | 29   | 44   |

## Toponymie
Le nom de la localité est attesté sous les formes Vetus Lira vers 1050 ; la Vieu lyre en 1479 ; Vieille Lyre, La Lire en 1523 (Rech. de la noblesse).
La première mention (latinisée) est conjointe à celle de La Neuve-Lyre (Nova Lira vers 1050). Il s'agit sans doute de la division d'un primitif Lire, conservé par le nom de l'ancienne abbaye de Lyre.
Ce toponyme semble devoir être rapproché du nom primitif de la Risle (fluvius Lirizinus VIIIe siècle, Vie de saint Germer) qui contient le thème hydronymique lera / lira, mis en évidence par les linguistes. Dans le cas du nom de la Risle, on a une double suffixation *Lir-ic-ina, devenu par métathèse *Ricilina > Risle. Les noms de lieux et les hydronymes se déclinent souvent l'un à partir de l'autre dans les faits.
Il n'y a donc pas de rapport direct avec l'instrument de musique ; seule la graphie apparue à la fin du Moyen Âge s'y réfère.

## Histoire

### Préhistoire et antiquité
Une voie romaine reliant Condé-sur-Iton à  Lisieux traverse la localité. La découverte de nombreux silex préhistoriques atteste d'une fréquentation précoce du site.

### Moyen Âge
La Vieille-Lyre émerge de l'histoire en 1046, date de la fondation de l'abbaye Notre-Dame de Lyre sous l'impulsion de Fitz Osbern, ami d'enfance de Guillaume le Conquérant, et qui s'étend alors du Mesnil jusqu'à l'actuelle église de la Neuve-Lyre. Par son importance, elle est comparable à l'abbaye de Jumièges, dit on, tant par sa surface que par les évènements religieux qui y ont eu lieu. Mais le village existe sûrement avant cette date.
Les moines de l'abbaye Notre-Dame de Lyre possèdent plusieurs fermes dans la paroisse : la Bosselette, la Bourgeraie, la Seigleterie, Melbuc. Ils détenaient aussi une portion de la forêt de Breteuil (la Haie de Lyre). Des défrichements sur cette forêt et sur celle de Conches permettent d'agrandir aux XIe et XIIe siècles les terres cultivables vers l'est en créant les hameaux et lieux-dits de la Bourgeraie, la Seigleterie, la Bosselette, le Melbuc, le Mesnil,.
Deux foires par an se tiennent à la Vieille-Lyre

### Temps modernes
Au XVIe siècle, on note la présence de vignes sur les coteaux du village.
Au XVIIIe siècle, si l'essentiel de la population vit de l'agriculture, on note une proportion notable de travailleurs du fer (serruriers, ouvriers de forge) et du bois (charpentiers, charbonniers).
Quatre moulins utilisent, à cette époque, les eaux de la Risle pour moudre le grain ou foulonner les draps. Il n'en reste que des vannages et des canaux. Dans le hameau de Trisay, il est fait référence à un moulin à blé dès 1040, réaménagé en 1489 en forge utilisant le minerai de fer extrait alors dans le Pays d'Ouche. En 1869, cet ensemble est démoli et remplacé par une fabrique de clous et de crochets.

### Révolution française et Empire
Lors de la Révolution française, l'abbaye est pillée et détruite. Sa fin plonge le village dans l'anonymat,.

### Époque contemporaine
Dans la seconde moitié du XIXe siècle, 15 000 pommiers poussent dans le territoire communal, aujourd'hui remplacés par des cultures de céréales et de maïs.
Au début du XXe siècle, on compte à la Vieille-Lyre quatre cafés, un cordonnier, un marchand de cycles et un coiffeur.
Lors des combats de la Libération de la France, le centre du village est ravagé par les bombardements. Quatre habitants y perdent la vie (Robert Fardois, Louis Fourmot, Raoul Langlois et Henri Lamy). Marcel Boucher (22 ans) et Jacques Berment (18 ans), qui avaient été chargés de transporter des chevaux réquisitionnés par les Allemands à l’autre bout du département, sont arrêtés à leur retour par les Nazis. Sans papier d’identité sur eux, ils sont alignés le long d’un mur et fusillés sans aucune forme de procès le 23 août 1944,. Plus tard dans la journée, le village est libéré par la division des Royal Scots Greys de la IIe armée, dirigée par le comte Edward Spencer. Le 21 août 2019 une stèle commémorative est inaugurée en présence de Charles Spencer, fils d'Edward Spencer et frère de la princesse Diana,.

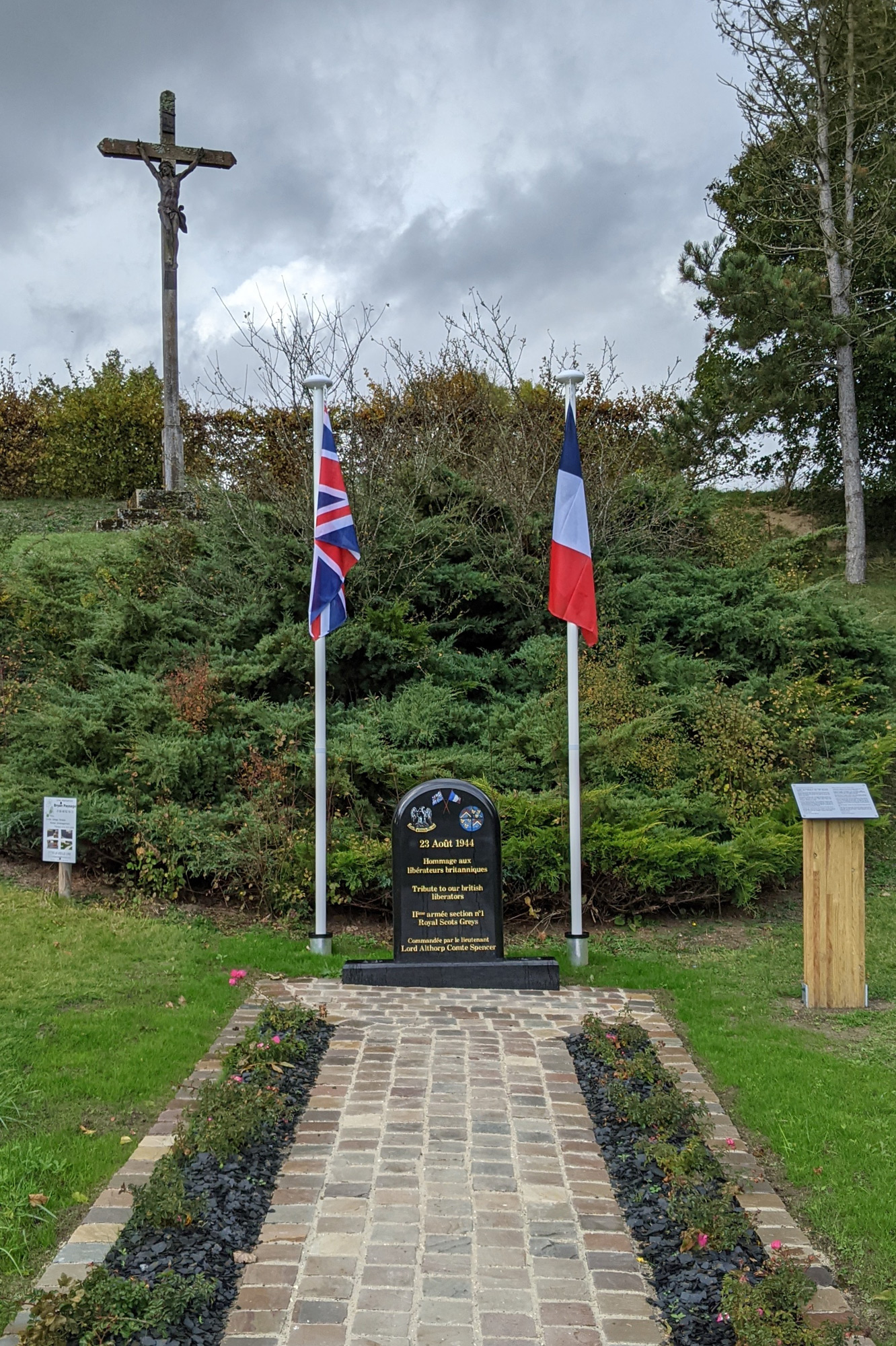
Stèle commémorative de la libération de La Vieille-Lyre
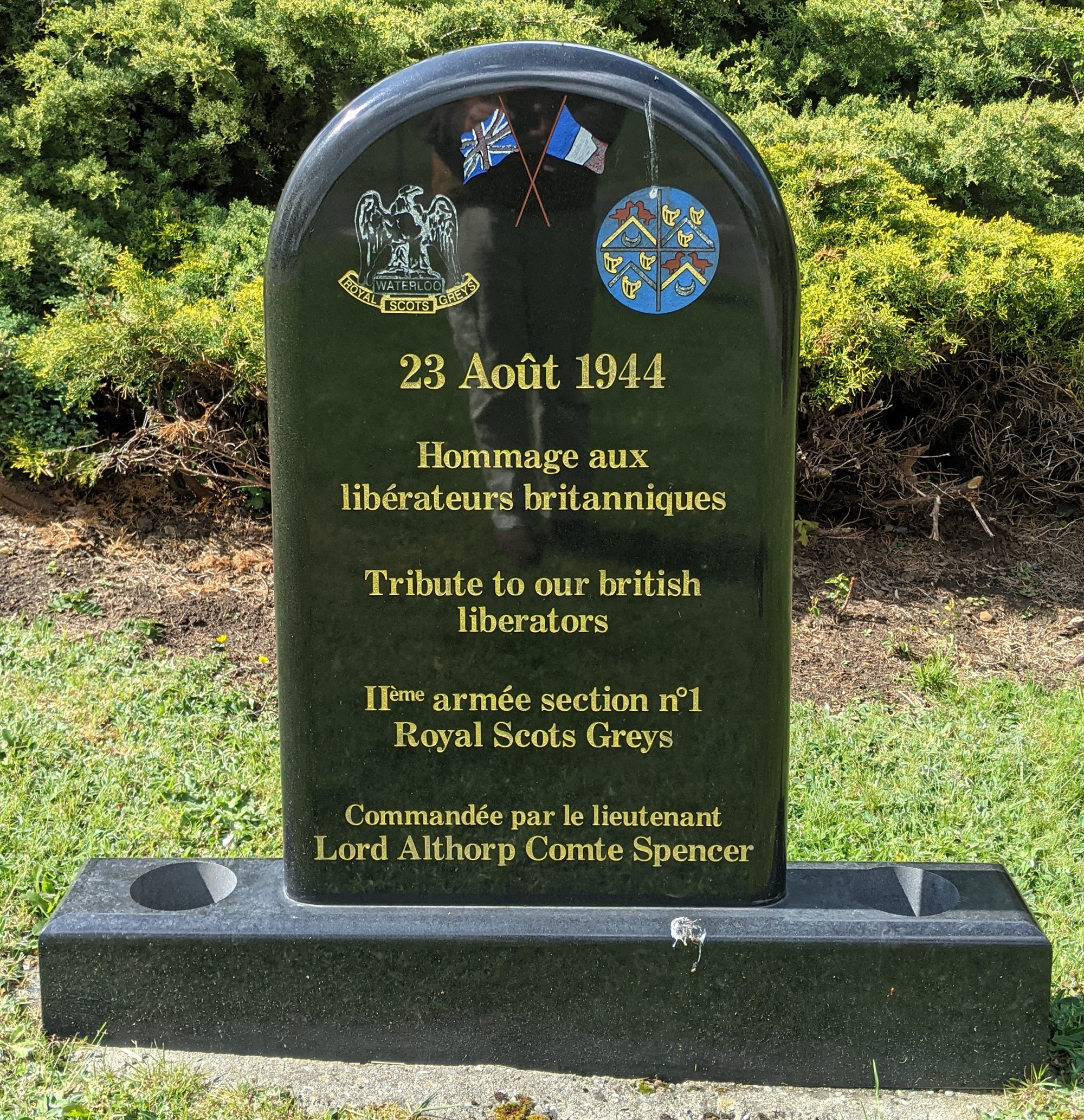
Détail de la stèle
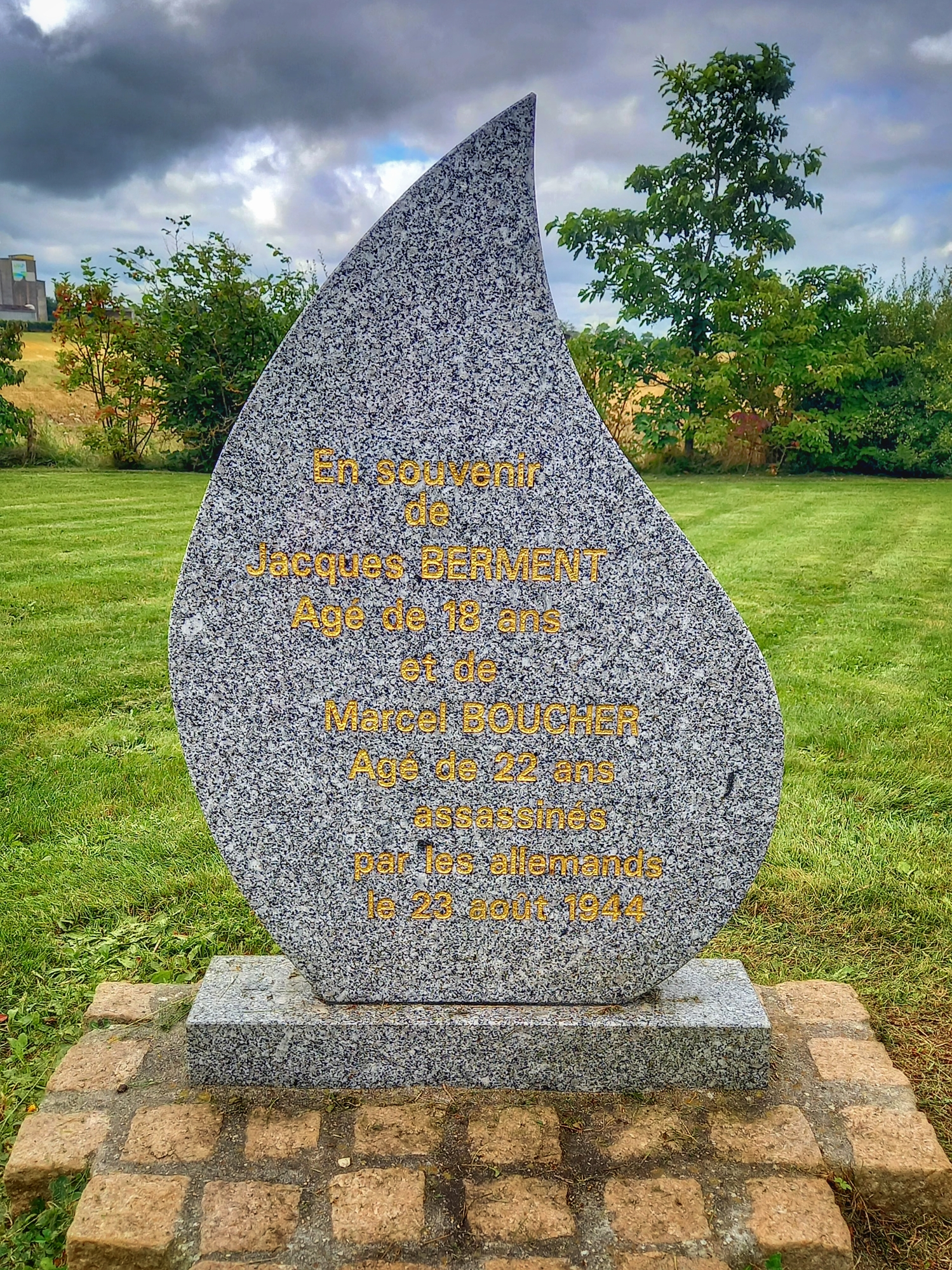
Stèle commémorative de J. Berment et M. Boucher

Pour des raisons essentiellement financières, le 1er janvier 2019, la commune de la Vieille-Lyre, instituée par la Révolution française, fusionne avec celle de Champignolles — qui était la plus petite commune de l'ex-canton de Rugles, avec ses 39 habitants — par un arrêté préfectoral du 21 novembre 2018 et devient une commune nouvelle qui conserve le nom de La Vieille-Lyre,.

## Politique et administration

### Rattachements administratifs et électoraux

#### Rattachements administratifs
La commune se trouvait depuis la Révolution française dans l'arrondissement d'Évreux du département de l'Eure. En 2017, elle en est détachée pour intégrer l'arrondissement de Bernay,
Elle faisait partie depuis 1801 du canton de Rugles. Dans le cadre du redécoupage cantonal de 2014 en France, cette circonscription administrative territoriale a disparu, et le canton n'est plus qu'une circonscription électorale.

#### Rattachements électoraux
Pour les élections départementales, la commune fait partie depuis 2014 du canton de Breteuil
Pour l'élection des députés, elle fait partie de la deuxième circonscription de l'Eure.

### Intercommunalité
La Vieille-Lyre et Champignolles étaient membres de la communauté de communes du Canton de Rugles, un établissement public de coopération intercommunale (EPCI) à fiscalité propre créé fin 1995 et auquel elles avaient transféré un certain nombre de leurs compétences, dans les conditions déterminées par le code général des collectivités territoriales.
Dans le cadre des dispositions de la loi portant nouvelle organisation territoriale de la République du 7 août 2015, qui prévoit que les établissements publics de coopération intercommunale (EPCI) à fiscalité propre doivent avoir un minimum de 15 000 habitants, cette intercommunalité a fusionné avec ses voisines pour former, le 1er janvier 2017, la communauté de communes Interco Normandie Sud Eure, dont est désormais membre la commune, avant comme après la fusion de 2019.

### Liste des maires
| Période                                  | Période                   | Identité            | Étiquette | Qualité                                                                                 |
| ---------------------------------------- | ------------------------- | ------------------- | --------- | --------------------------------------------------------------------------------------- |
| Les données manquantes sont à compléter. |                           |                     |           |                                                                                         |
| 1790                                     | 1792                      | Jean François Duval |           | Propriétaire, agriculteur                                                               |
| 1792                                     | 1793                      | Simon Fontaine      |           | Meunier, agriculteur                                                                    |
| 1793                                     | 1797                      | François Clozet     |           | Bouilleur d'eau de vie                                                                  |
| 1797                                     | 1807                      | Simon Fontaine      |           | Meunier, agriculteur                                                                    |
| 1807                                     | 1807                      | François Duval      |           | Propriétaire, agriculteur                                                               |
| 1808                                     | 1810                      | Antoine Bucaille    |           |                                                                                         |
| 1810                                     | 1812                      | Auguste Caplet      |           |                                                                                         |
| 1812                                     | 1815                      | Jacques Bucaille    |           | Propriétaire, agriculteur                                                               |
| 1815                                     | 1841                      | Jean Alexandre      |           | Régisseur des forges de Trisay                                                          |
| 1841                                     | 1845                      | Louis Houdemer      |           | Agriculteur                                                                             |
| 1845                                     | 1848                      | Jacques Queulin     |           | Marchand de fer                                                                         |
| 1848                                     | 1852                      | François Lenoble    |           |                                                                                         |
| 1852                                     | 1872                      | Thomas Hérisson     |           | Agriculteur, sabotier                                                                   |
| 1873                                     | 1878                      | Désiré Desseaux     |           | Agriculteur                                                                             |
| 1878                                     | 1888                      | Gustave Duval       |           |                                                                                         |
| 1888                                     | 1901                      | Amand Billard       |           | Propriétaire                                                                            |
| 1901                                     | 1908                      | Léon Duval          |           | Propriétaire                                                                            |
| 1908                                     | 1919                      | François Herisson   |           | Agriculteur                                                                             |
| 1919                                     | 1944                      | Jean Duval          |           | Propriétaire                                                                            |
| 1944                                     | 1945                      | Henri Billot        |           | Agriculteur                                                                             |
| 1945                                     | 1959                      | Marcel Blanchet     |           | Marchand de bois                                                                        |
| 1959                                     | 1989                      | M. Claude Blanchet  |           | Marchand de bois, fils de Marcel Blanchet Ancien président de l’Union Sportive Lyroise, |
| 1989                                     | 2000                      | Jacques Nendzynski  |           | Chef d'entreprises de transport Vice-président de la CC du Canton de Rugles[Quand ?]    |
| 2000                                     | 2008                      | Michel Dessarthe    |           | Cadre dirigeant chez d’Alcatel Alsthom Cegelec                                          |
| 2008                                     | En cours (au 25 mai 2023) | Marc Morière        |           | Contremaître, agent de maîtrise Réélu pour le mandat 2020-2026,                         |

### Communes déléguées
| Nom                     | Code Insee | Intercommunalité              | Superficie (km2) | Population (dernière pop. légale) | Densité (hab./km2) |
| ----------------------- | ---------- | ----------------------------- | ---------------- | --------------------------------- | ------------------ |
| La Vieille-Lyre (siège) | 27685      | CC Interco Normandie Sud Eure | 19,63            | 653 (2022)                        | 33                 |
| Champignolles           | 27143      | CC Interco Normandie Sud Eure | 2,62             | 36 (2016)                         | 14                 |

Au terme des élections municipales de 2020 dans l'Eure, Jean-Louis Hermier, 1er maire-adjoint de Champignolles avant la fusion de 2019, est élu maire-délégué de Champignolles pour le mandat 2020-2026.

### Distinctions et labels
La Vieille-Lyre a obtenu sa première fleur au label des villes et villages fleuris en 2020. Cette distinction est renouvelée en 2022.

### Jumelages
- Eardisland (Royaume-Uni) depuis 2007, un des plus jolis villages du comté d’Hertfordshire, à la frontière du pays de Galles. L'abbaye de Lyre possédait en effet des biens dans le comté du Herforshire à la suite de la conquête normande, et jusqu’au début du XVe siècle Eardisland lui a versé une dîme[53].

## Équipements et services publics

### Enseignement
Les enfants de la commune sont scolarisés dans le cadre du regroupement pédagogique intercommunal des Lyres. L'école maternelle de la Vieille-Lyre, dénommée École des Tourterelles, accueille en 2020-2021 54 élèves répartis entre deux classes de maternelle. La cour de l'école est plantée d'arbres fruitiers – pommiers, pêchers, cerisiers –  et comprend des jardinières superposées d'un petit potager partagé,.

### Équipements sportifs
Le gymnase, réalisé en 2004 par l'ancienne intercommunalité, a vu son sol sportif rénové en 2018 par l’Interco Normandie Sud Eure, compétente depuis sa création en matière d'équipements sportifs.

### Justice, sécurité, secours et défense
Un ensemble de quatre caméras de vidéosurveillance de l'espace public est installé par la municipalité en 2023.

## Population et société

### Démographie
L'évolution du nombre d'habitants est connue à travers les recensements de la population effectués dans la commune depuis 1793. Pour les communes de moins de 10 000 habitants, une enquête de recensement portant sur toute la population est réalisée tous les cinq ans, les populations de référence des années intermédiaires étant quant à elles estimées par interpolation ou extrapolation. Pour la commune, le premier recensement exhaustif entrant dans le cadre du nouveau dispositif a été réalisé en 2005.

En 2022, la commune comptait 653 habitants, en évolution de +5,49 % par rapport à 2016 (Eure : −0,25 %, France hors Mayotte : +2,11 %).
| 1793 | 1800 | 1806 | 1821 | 1831 | 1836 | 1841 | 1846 | 1851 |
| ---- | ---- | ---- | ---- | ---- | ---- | ---- | ---- | ---- |
| 809  | 871  | 885  | 766  | 779  | 780  | 726  | 720  | 726  |

| 1856 | 1861 | 1866 | 1872 | 1876 | 1881 | 1886 | 1891 | 1896 |
| ---- | ---- | ---- | ---- | ---- | ---- | ---- | ---- | ---- |
| 692  | 709  | 657  | 683  | 670  | 667  | 639  | 640  | 593  |

| 1901 | 1906 | 1911 | 1921 | 1926 | 1931 | 1936 | 1946 | 1954 |
| ---- | ---- | ---- | ---- | ---- | ---- | ---- | ---- | ---- |
| 621  | 598  | 602  | 577  | 541  | 507  | 506  | 511  | 518  |

| 1962 | 1968 | 1975 | 1982 | 1990 | 1999 | 2005 | 2006 | 2010 |
| ---- | ---- | ---- | ---- | ---- | ---- | ---- | ---- | ---- |
| 506  | 554  | 607  | 624  | 577  | 608  | 609  | 611  | 627  |

| 2015 | 2020 | 2022 | - | - | - | - | - | - |
| ---- | ---- | ---- | - | - | - | - | - | - |
| 627  | 663  | 653  | - | - | - | - | - | - |

À partir de 2019, les chiffres donnés intègrent la population de l'ancienne commune de Champignolles.

### Sports et loisirs
Les Boucles de la Risle sont une course pédestre de5 5 ou  10 km organisée par l'association éponyme, qui contribue également à l'animation culturelle et festive du village, sont la 15e édition, intégrée au Challenge Bitume 27 et intitulée Sur les pas de Bourvil, a eu lieu en mars 2023, où 164 sportifs ont concouru.
En 2018, La Vieille-Lyre compte un tennis-club de 80 licenciés dont 30 enfants à l’école de tennis, et la club de judo Taïso compte 90 licencié.

## Économie
Les commerces de proximité se trouvent essentiellement à la Neuve-Lyre, mais le bourg accueille une entreprise d'une quarantaine de salariés, Joskin-LeBoulch (fabrique de remorques agricoles et épandeurs à fumiers), une usine fondée en 1921 par Pierre Le Boulch, les Établissements Chrétien (Quincaillerie Matériaux Chauffage et électroménager), ainsi qu'un tissu artisanal.

## Culture locale et patrimoine

### Lieux et monuments
- Abbaye Notre-Dame de Lyre dont il ne reste que des murs d'enclos, des caves et une partie du logis abbatial (devenue gîte de groupe), en contrebas de l'église paroissiale[35].
- Église paroissiale Saint-Pierre (XIIIe siècle) restaurée à la fin du XIXe siècle. À l'intérieur, se trouve le gisant (XVIe siècle) d'Adelise de Tosny[64], cofondatrice du monastère.
- La Vieille-Lyre est le point de départ (et d'arrivée) du chemin de randonnée, dit Chemin des Moines (empruntant une partie du GR 224). D'une distance de 6,7 km et d'une durée de 1 h 45 min à pied, ce chemin permet de traverser La Vieille-Lyre, La Neuve-Lyre ainsi que la campagne environnante et offre un panorama sur la vallée (Fiche du circuit).
- Le circuit Bourvil relie les huit communes de La Vieille-Lyre, La Ferrière-sur-Risle, Sainte-Marthe, Conches-en-Ouche, Sainte-Marguerite-de-l'Autel, Breteuil (Eure), Les Baux-de-Breteuil et La Neuve-Lyre dans lesquelles sont installés des panneaux évoquant les tournages des films de Bourvil et dans lesquelles sont apposées des photos représentant des films de l'acteur[65]. Une statue en résine le représentant est érigée en juin 2023 près de la station service reconstituée qui apparait dans son film  Le Trou normand[66].
- Le village a aménagé en parc de loisirs une large pelouse le long de la Risle avec une aire de jeu pour les enfants, des tables pour pique-niquer et des zones de pratique sportive (Panneau de basket-ball, boulodrome)[67].

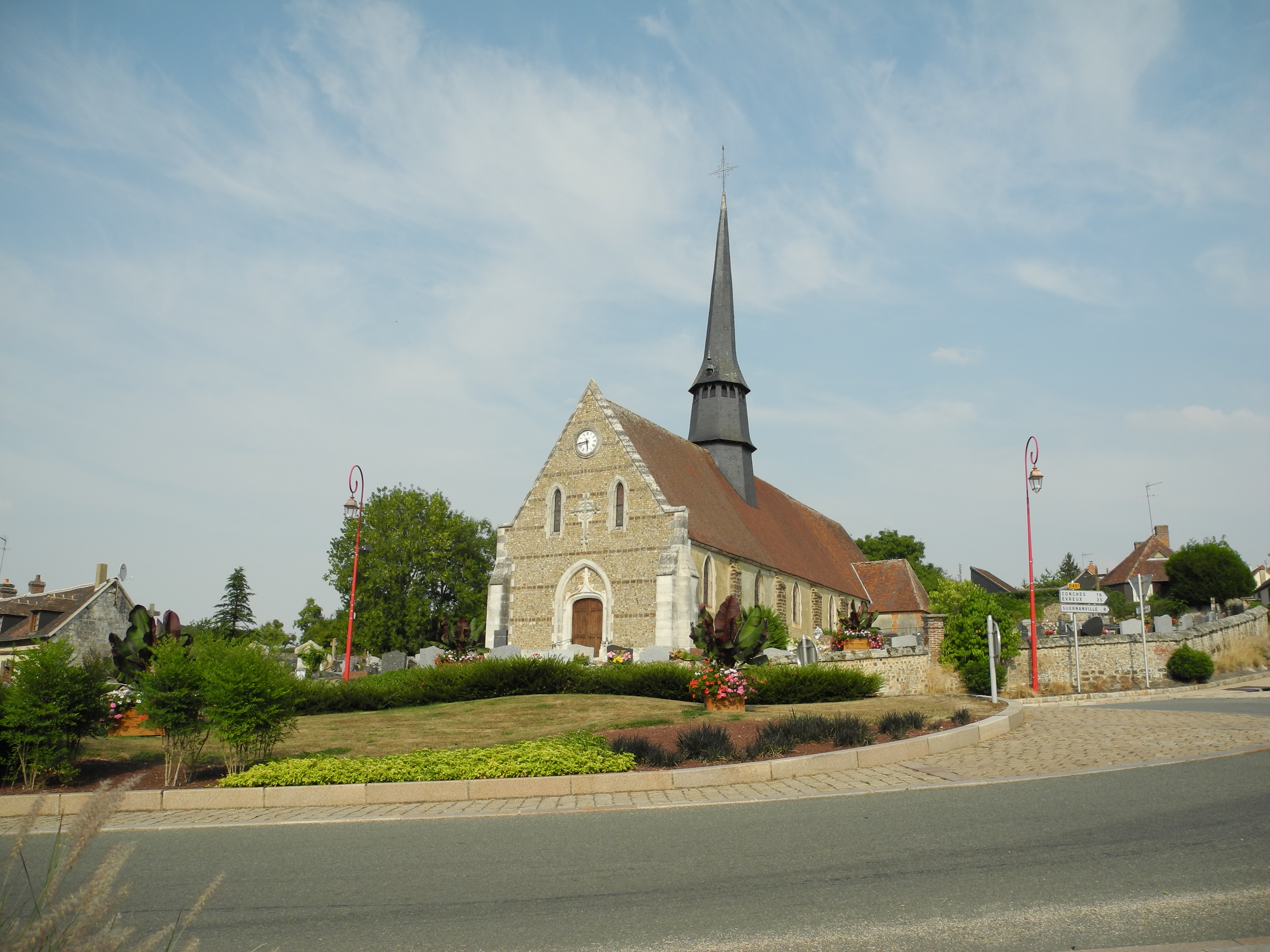
Église paroissiale Saint-Pierre.
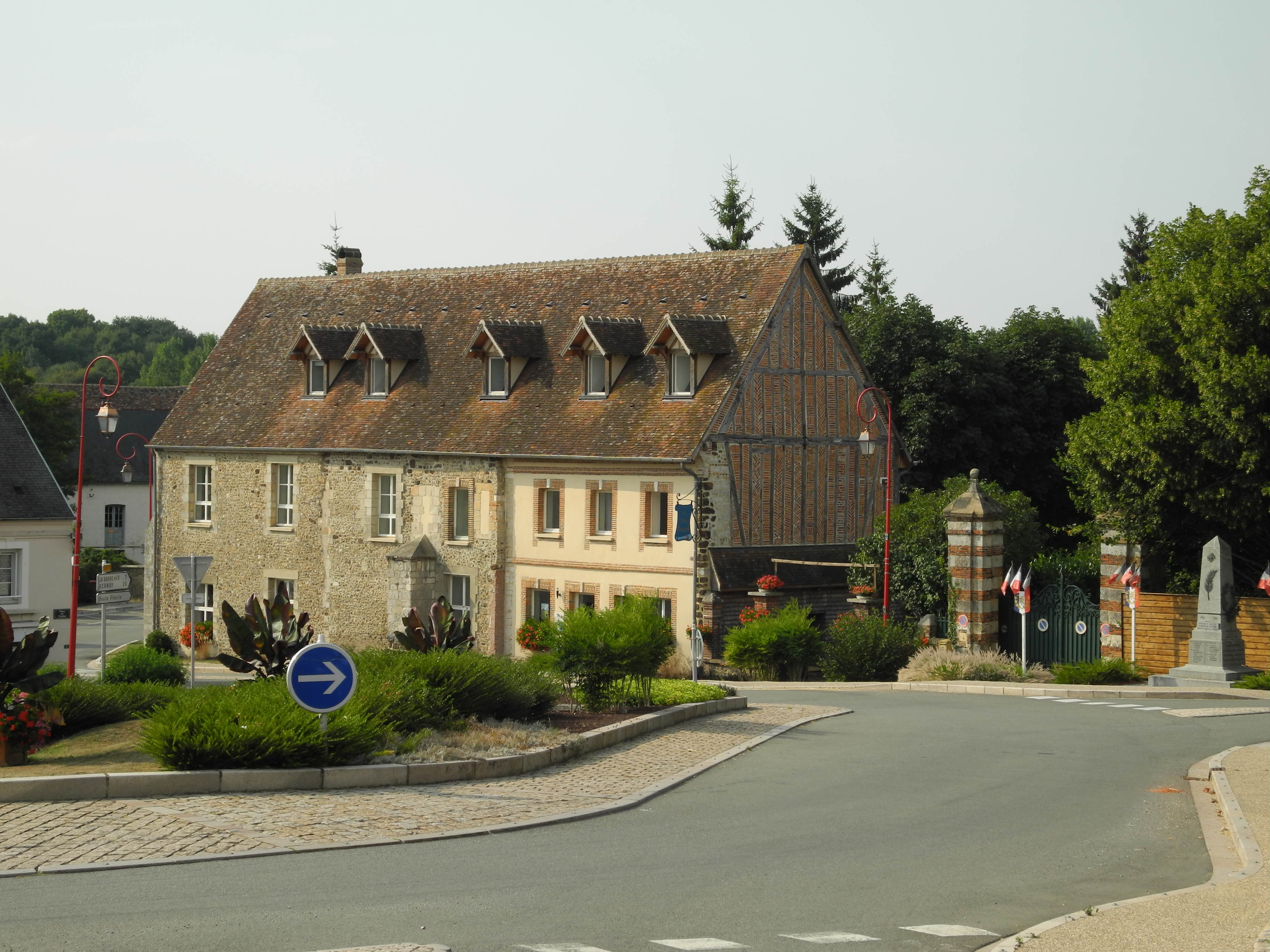
Gîte Le trou normand, ancienne abbaye.
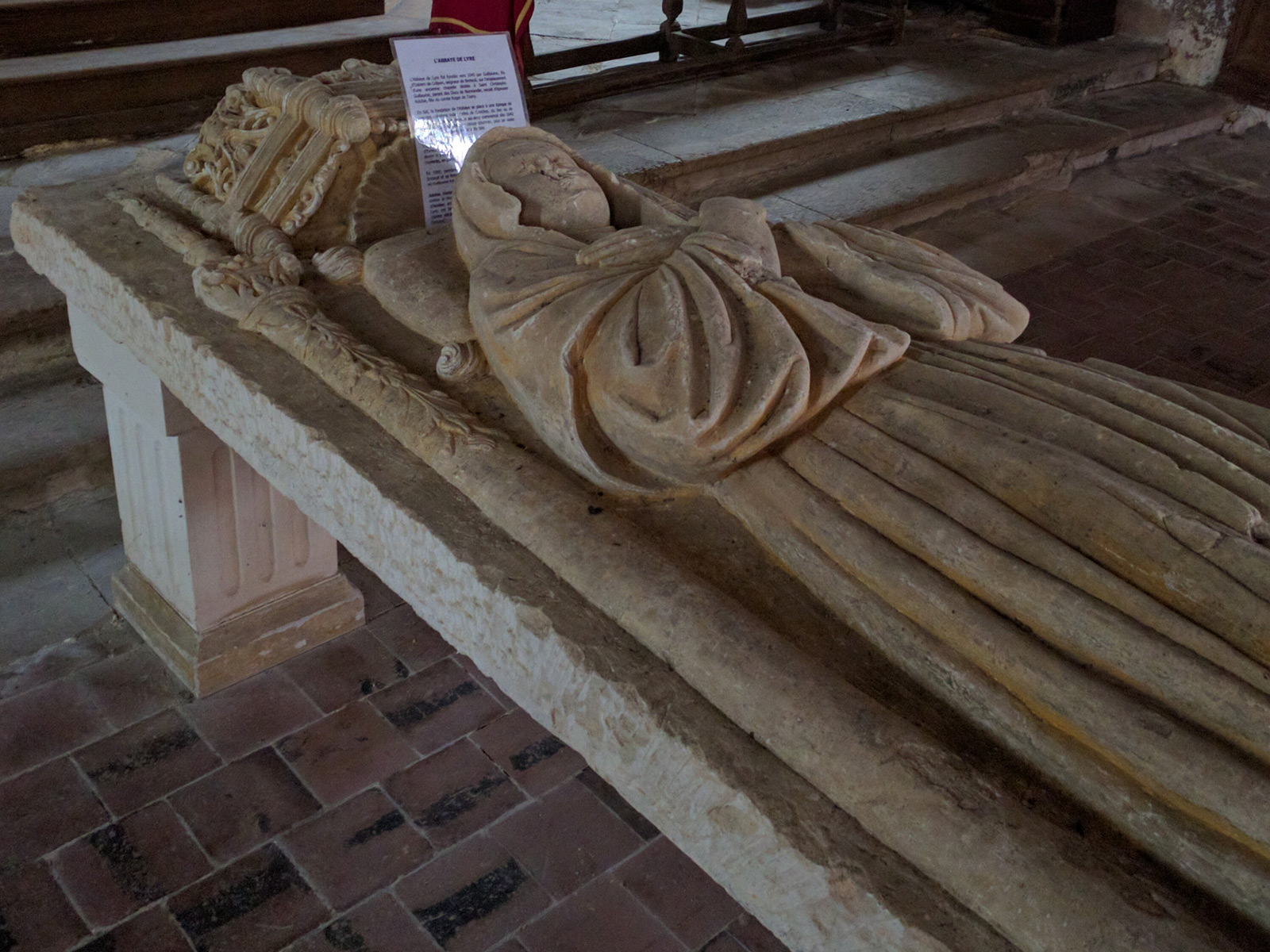
Gisant d'Adelise de Tosny, cofondatrice du monastère.
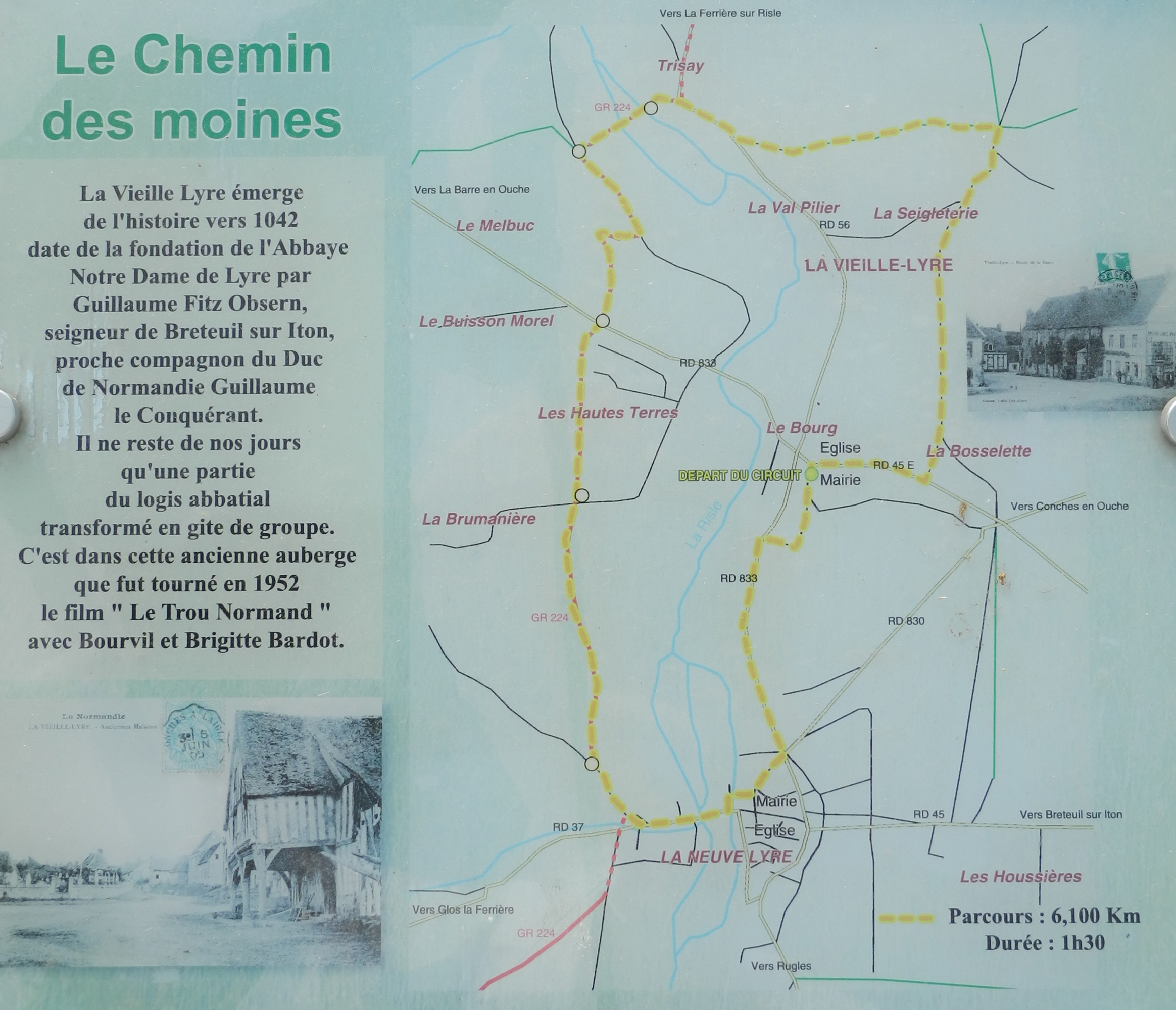
Fiche du circuit Le Chemin des Moines.

### La Vieille-Lyre dans les arts et la culture
- Le Trou normand, film réalisé par Jean Boyer et sorti en 1952, avec Bourvil et Brigitte Bardot, fut tourné en grande partie dans ce village. Dans le film, l'auberge Le Trou normand se situait au centre du village de La Vieille-Lyre. À l'époque du tournage, c'était un hôtel nommé Hôtel de France. Celui-ci avait été rebaptisé pour les besoins du film. Situé sur la place de l'église, à côté du monument aux morts, Il est devenu aujourd'hui un gîte communal[68],[69]. 
Le 21 octobre 2021, la commune a inauguré une réplique de la pompe à essence, semblable à celle du film[70].

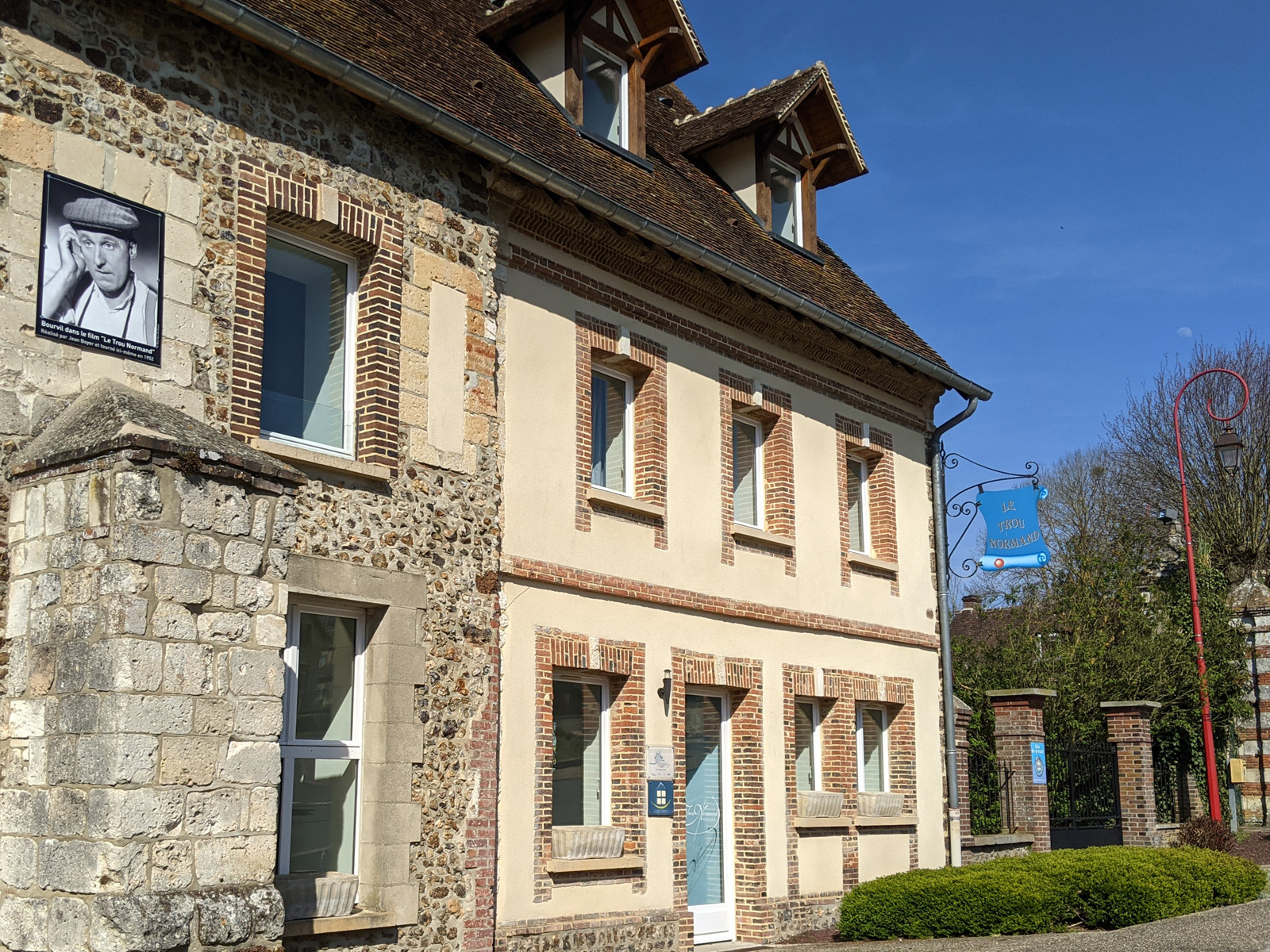
Le Trou Normand - Gîte communal.
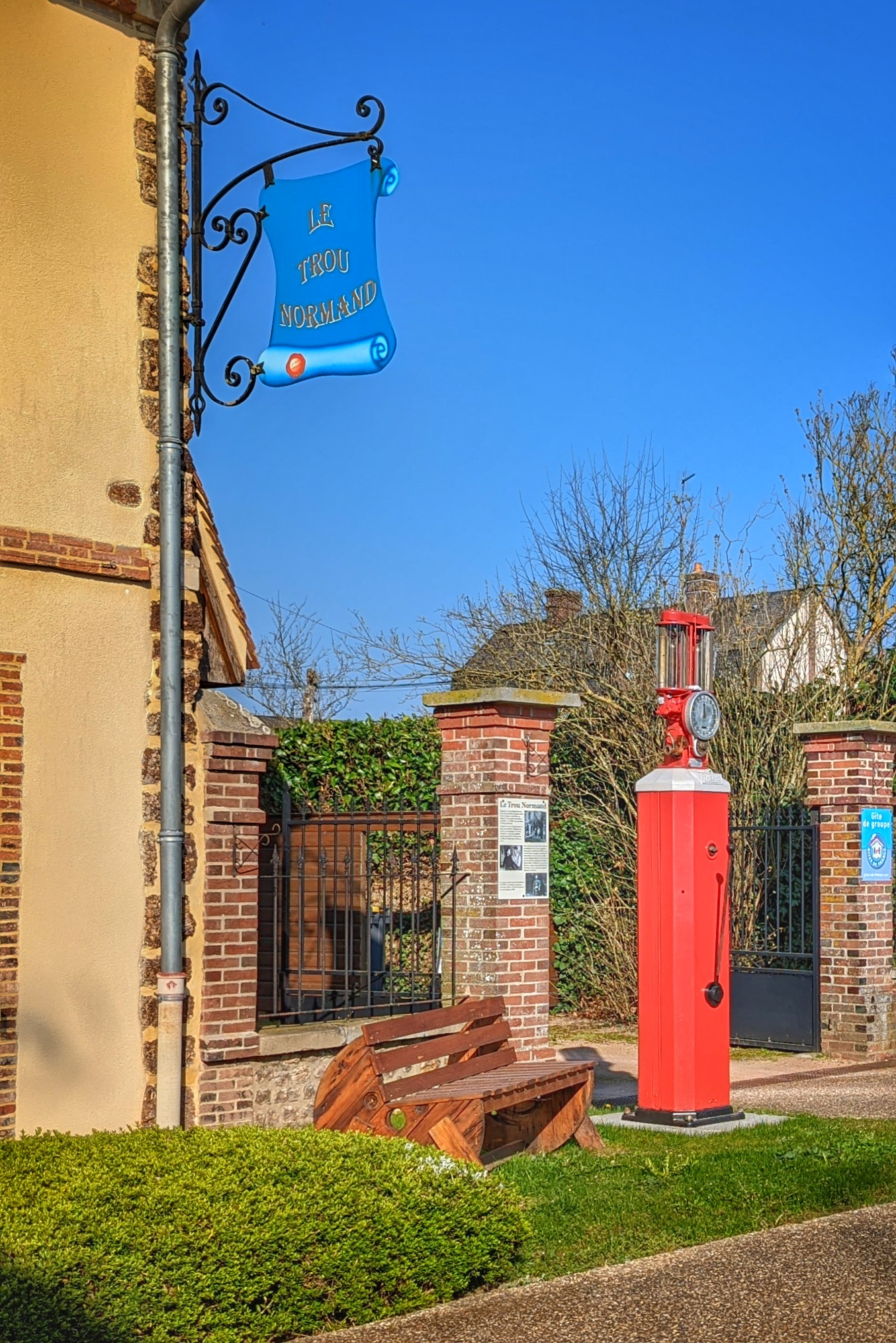
Pompe à essence comme dans le film Le Trou normand.

### Personnalités liées à la commune
- Nicolas de Lyre (La Vieille-Lyre, 1270 - Paris, 1349), théologien et exégète.
- Guillaume Alexis, surnommé le « Bon Moine », fin du XVe siècle / début du XVIe siècle. Savant bénédictin de l'abbaye de Lyre, puis prieur de Bucy-le-Roi. En 1486, il fit un pèlerinage à Jérusalem, où il mourut.
- Louis Le Masson (La Vieille-Lyre, 1743 - Paris, 1829) est un ingénieur des ponts et chaussées et architecte.
- François Masson (La Vieille-Lyre, 1745 - Paris, 1807), frère cadet de Louis, est un sculpteur.
- Simone Sauteur (La Vieille-Lyre, 1921 - Saint-Aubin-lès-Elbeuf, 2012), enseignante, poète et résistante française.

### Héraldique
| Blason de La Vieille-Lyre | Blason  | Écartelé : au 1) et au 4) de gueules aux cinq fusées d’argent ordonnées 3 et 2 au 2) et 3) de gueules à la rose d’hermine ; sur le tout d’azur à la harpe d’or. |
| Blason de La Vieille-Lyre | Détails | Il s'agit des armes de la famille Annest, propriétaire du village depuis 1324 Le statut officiel du blason reste à déterminer.                                  |

## Pour approfondir